# Ulmeni, Buzău
Ulmeni là một xã thuộc hạt Buzău, România. Dân số thời điểm năm 2002 là 3328 người.